# مايكل شايد
مايكل شايد (بالألمانية: Michael Schade)‏ (و. 1965  م) هو مغني أوبرا، ومغني ألماني، ولد في جنيف.

## جوائز
حصل على جوائز منها:

نيشان كندا من رتبة ضابط

## وصلات خارجية
- مايكل شايد على موقع IMDb (الإنجليزية)
- مايكل شايد على موقع ميوزك برينز (الإنجليزية)
- مايكل شايد على موقع أول ميوزيك (الإنجليزية)
- مايكل شايد على موقع ديسكوغز (الإنجليزية)
- مايكل شايد على موقع قاعدة بيانات الفيلم (الإنجليزية)
- مايكل شايد في قاعدة بيانات الأفلام على الإنترنت